# Lourdes Barreto
Lourdes Barreto   (Brejo de Areia, 23 de gener de 1943) és una activista brasilera que ha participat àrduament en la promoció dels drets de les treballadores sexuals al seu país. Cofundadora de la Xarxa Brasilera de Prostitutes en la dècada del 1980, també ha contribuït a fomentar polítiques de prevenció del VIH al Brasil. En 2024, va ser inclosa en el llistat 100 Women, que publica anualment la BBC.

## Trajectòria
Barreto va néixer en el municipi de Brejo de Areia, a l'estat de Maranhão (regió Nord-est del Brasil) i va créixer a Catolé do Rocha, un altre municipi del mateix estat. Va abandonar la seva llar als 14 anys, després de patir violència domèstica i sexual. Va començar a treballar com a prostituta i a viatjar per diversos estats abans d'establir-se a Belém, Pará, al delta de l'Amazones. A Belém, treballant de nit als carrers, va començar les seves activitats en suport dels drets de les treballadores sexuals. Barreto porta un tatuatge reivindicatiu al braç que diu Eu sou puta (Soc puta).
El 1987 va fundar, juntament amb Gabriela Leite, la Xarxa Brasilera de Prostitutes, una de les primeres organitzacions de suport a les treballadores sexuals al Brasil. Aquesta xarxa va exercir un paper important en la instauració del Dia Internacional de la Treballadora Sexual, que se celebra el 2 de juny.
L'any 2000, es va presentar a les eleccions a regidora de la Cambra Municipal de Belém, però malgrat rebre un suport significatiu no va aconseguir l'escó. Més endavant es va convertir en la primera prostituta a servir en el Consell Nacional de Drets de la Dona. Barreto, al costat d'altres dones va fundar el Grup de Dones Prostitutes de l'Estat de Pará, que combat els prejudicis contra les treballadores sexuals.
Barreto va exercir un rol decisiu en la creació de polítiques de prevenció de la infecció per VIH al Brasil. Va impulsar una campanya per a prevenir la propagació del virus entre les comunitats que es dediquen a l'extracció il·legal de minerals (garimpeiros).
Va publicar la seva autobiografia el 2023, titulada Puta, autobiografia. Es va publicar amb suport financer de l'estat. Posteriorment, es va iniciar el procés per a enregistrar un documental amb el seu propi guió. Barreto s'ha casat quatre vegades i ha tingut quatre fills.

## Reconeixements
El 2023, Lourdes Barreto va ser homenatjada per l'escola de samba Piratas da Batucada en el Carnanval de Belém. A finals de 2024, la BBC va incloure-la en la seva llista 100 Women, que reconeix a les dones més influents de l'any a nivell mundial.

## Publicacions
- Barreto, Lourdes. Puta autobiografia (en portuguès brasiler).  Claraboia Editora, 2023. ISBN 978-65-80162-12-3.